# Chamaesaracha coniodes
Chamaesaracha coniodes är en potatisväxtart som först beskrevs av Stefano Moricand och Michel Félix Dunal, och fick sitt nu gällande namn av Britt. Chamaesaracha coniodes ingår i släktet Chamaesaracha och familjen potatisväxter. Inga underarter finns listade i Catalogue of Life.